# Kim Fu
Œuvres principales
- For today I am a boy
- The Lost Girls of Camp Forevermore

Kim Fu, née en 1987 à Vancouver au Canada, est une écrivaine canadienne vivant à Seattle aux États-Unis.

## Biographie
Kim Fu est née en 1987 à Vancouver, en Colombie-Britannique, de parents originaires de Hong Kong. Elle a étudié la création littéraire à l'Université de la Colombie-Britannique.
Son premier roman For today I am a boy a remporté le Edmund White Award (dans la catégorie Debut Fiction) et a été finaliste du Prix PEN/Hemingway. Le livre a aussi été sélectionné comme choix des rédacteurs en chef du New York Times  et a été sélectionné dans la liste préliminaire de la Canada Reads de la CBC. La traduction française de ce premier roman, par Jeannot Clair aux éditions Héliotrope, a aussi été sur la liste préliminaire du Prix des libraires du Québec. Le premier recueil de poésie de Kim Fu, How Festive the Ambulance, a reçu une critique élogieuse du magazine Publishers Weekly ; elle a également gagné la Médaille d'argent 2017 du National Magazine Awards et figure dans la sélection de la Best Canadian Poetry en 2016.
Les écrits de Kim Fu ont été publiés dans Granta, The Atlantic, le New York Times, Hazlitt et le Times Literary Supplement. Elle a reçu des bourses de résidence de la Fondation Ucross, de la Berton House, de Wildacres ainsi que la bourse Wallace Stegner pour les arts.
Son second roman, The Lost Girls of Camp Forevermore, a été publié en février 2018.

## Œuvres

### Romans
- For today I am a boy, Héliotrope, 2020 ((en) For today I am a boy, HarperCollins / Houghton Mifflin Harcourt, 2014), trad. Jeannot Clair, 360 p.  (ISBN 978-2-924666-99-9)Finaliste du Prix PEN/Hemingway, lauréat du Prix Edmund White dans la catégorie « Debut Fiction », choix des rédacteurs en chef du New York Times, liste préliminaire de Canada Reads, liste préliminaire pour le Prix Hemingway Foundation/PEN, liste préliminaire pour le Lambda Literary Award pour une fiction transgenre, liste préliminaire du Prix des Libraires du Québec dans la catégorie « Roman hors Québec »
- Cinq filles perdues à tout jamais, Héliotrope, 2022 ((en) The Lost Girls of Camp Forevermore, HarperCollins / Houghton Mifflin Harcourt, 2018), trad. Annie Goulet, 380 p.  (ISBN 9782898220845)

### Recueils de nouvelles
- (en) Lesser Known Monsters of the 21st Century, Tin House, 2022

### Recueils de poésie
- (en) How Festive the Ambulance: Poems, Nightwood, 2016Lauréat de la Médaille d'argent 2017 du National Magazine Award, sélection de la Best Canadian Poetry en 2016